# Studyja BM
Studyja BM – album studyjny białoruskiego zespołu punk-rockowego Mroja. Został nagrany latem 1988 roku w studiu radia Biełaruskaja Maładziożnaja i wydany na kasetach kompaktowych w tym samym roku. Jesienią 1988 roku grupa nagrała jeszcze pięć utworów pod wspólną nazwą Studyja BM-2.

## Lista utworów
| Nr  | Tytuł utworu               | Oryginalna pisownia tytułu | Długość |
| --- | -------------------------- | -------------------------- | ------- |
| 1.  | „Chto wiernie”             | «Хто верне»                | 3:39    |
| 2.  | „Horad”                    | «Горад»                    | 2:27    |
| 3.  | „Zonderkamanda”            | «Зондэркаманда»            | 3:33    |
| 4.  | „Zwany”                    | «Званы»                    | 3:50    |
| 5.  | „Pieramożcy”               | «Пераможцы»                | 3:28    |
| 6.  | „Dewalwacyja”              | «Дэвальвацыя»              | 2:13    |
| 7.  | „Ambicyi”                  | «Амбіцыі»                  | 4:09    |
| 8.  | „Palawańnie na wiadźmarak” | «Паляваньне на вядзьмарак» | 3:14    |
| 9.  | „Jon jaszcze wierniecca”   | «Ён яшчэ вернецца»         | 3:06    |
| 10. | „Ziamla”                   | «Зямля»                    | 3:36    |
| 11. | „Wajna”                    | «Вайна»                    | 3:48    |
|     |                            |                            | 37:03   |

## Twórcy
- Lawon Wolski – klawisze, wokal
- Uładzimir Dawydouski – gitara, chórki
- Juraś Laukou – gitara basowa, chórki
- Aleh Dziemidowicz – perkusja, chórki